# Bóng đá tại Đại hội Thể thao châu Á 1970
Bóng đá tại Đại hội Thể thao châu Á 1970 được tổ chức tại Bangkok, Thái Lan từ 9 tháng 12 đến 20 tháng 12 năm 1970.

## Huy chương giành được
| Event | Vàng | Bạc                    | Đồng |
| ----- | --- | ---------------------- | --- |
| Nam   | Hàn Quốc · Choi Jae-mo · Choi Kil-soo · Choi Sang-chul · Chung Gang-ji · Chung Kyu-poong · Hong In-woong · Kim Chang-il · Kim Ho · Kim Jung-nam · Kim Ki-bok · Kim Ki-hyo · Lee Hoe-taik · Lee Se-yeon · Lim Guk-chan · Oh In-bok · Park Byung-joo · Park Lee-chun · Park Soo-duk · Park Soo-il · Seo Yoon-chan | Cùng chia sẻ danh hiệu | Ấn Độ · Altaf Ahmed · Amar Bahadur · Jerry Bassi · Subhash Bhowmick · Shiv Das · Sukalyan Ghosh Dastidar · Mohammed Habib · Bandya Kakade · Sudhir Karmakar · Sheikh Abdul Latif · Syed Nayeemuddin · Doraiswamy Nataraj · Chandreshwar Prasad · Magan Singh Rajvi · Kalyan Saha · Kuppuswami Sampath · Surajit Sengupta · Ajaib Singh · Manjit Singh · Shyam Thapa |
| Nam   | Miến Điện · Aye Maung Gyi · Aye Maung Lay · Hla Htay · Khin Maung Tint · Maung Maung Myint · Maung Maung Tin · Myo Win Nyunt · Pe Khin · Soe Paing · Than Soe · Tin Aung · Tin Aung Moe · Tin Sein · Tin Win · Win Maung · Ye Nyunt                                                                             | Cùng chia sẻ danh hiệu | Ấn Độ · Altaf Ahmed · Amar Bahadur · Jerry Bassi · Subhash Bhowmick · Shiv Das · Sukalyan Ghosh Dastidar · Mohammed Habib · Bandya Kakade · Sudhir Karmakar · Sheikh Abdul Latif · Syed Nayeemuddin · Doraiswamy Nataraj · Chandreshwar Prasad · Magan Singh Rajvi · Kalyan Saha · Kuppuswami Sampath · Surajit Sengupta · Ajaib Singh · Manjit Singh · Shyam Thapa |

## Vòng loại

### Bảng A
| Đội               | Điểm | Số trận | Thắng | Hòa | Thua | Bàn thắng | Bàn thua | Hiệu số |
| ----------------- | ---- | ------- | ----- | --- | ---- | --------- | -------- | ------- |
| Ấn Độ             | 3    | 2       | 1     | 1   | 0    | 4         | 2        | +2      |
| Thái Lan          | 3    | 2       | 1     | 1   | 0    | 3         | 2        | +1      |
| Việt Nam Cộng hòa | 0    | 2       | 0     | 0   | 2    | 0         | 3        | −3      |

| Ấn Độ                                 | 2 – 0 | Việt Nam Cộng hòa |
| ------------------------------------- | ----- | ----------------- |
| Mohammed Habeeb 76' · Magan Singh 85' |       |                   |

| Thái Lan                                  | 2 – 2 | Ấn Độ               |
| ----------------------------------------- | ----- | ------------------- |
| Sahas Pornsavan 13' · Preecha Kitboon 21' |       | S. Bhowmick 35' 57' |

| Thái Lan            | 1 – 0 | Việt Nam Cộng hòa |
| ------------------- | ----- | ----------------- |
| Sudtha Sudsaart 41' |       |                   |

### Đội B
| Đội            | Điểm | Số trận | Thắng | Hòa | Thua | Bàn thắng | Bàn thua | Hiệu số |
| -------------- | ---- | ------- | ----- | --- | ---- | --------- | -------- | ------- |
| Nhật Bản       | 6    | 3       | 3     | 0   | 0    | 4         | 1        | +3      |
| Miến Điện      | 4    | 3       | 2     | 0   | 1    | 4         | 3        | +1      |
| Khmer Republic | 2    | 3       | 1     | 0   | 2    | 3         | 3        | 0       |
| Malaysia       | 0    | 3       | 0     | 0   | 3    | 0         | 4        | −4      |

| Nhật Bản               | 1 – 0 | Malaysia |
| ---------------------- | ----- | -------- |
| Kamamoto Kunishige 34' |       |          |

| Miến Điện                     | 2 – 1 | Khmer Republic             |
| ----------------------------- | ----- | -------------------------- |
| Win Maung 26' · Myo Win Nyunt |       | Doeuk Miladrod 90' (ph.đ.) |

| Khmer Republic | 0 – 1 | Nhật Bản         |
| -------------- | ----- | ---------------- |
|                |       | Yuguchi Eizo 58' |

| Malaysia | 0 – 1 | Miến Điện     |
| -------- | ----- | ------------- |
|          |       | Win Maung 33' |

| Nhật Bản                                | 2 – 1 | Miến Điện     |
| --------------------------------------- | ----- | ------------- |
| Miyamoto Teruki 50' · Ueda Tadahiko 75' |       | Win Maung 28' |

| Malaysia | 0 – 2 | Khmer Republic                   |
| -------- | ----- | -------------------------------- |
|          |       | Sleyman Selim 12' · Pen Phat 68' |

### Bảng C
| Đội       | Điểm | Số trận | Thắng | Hòa | Thua | Bàn thắng | Bàn thua | Hiệu số |
| --------- | ---- | ------- | ----- | --- | ---- | --------- | -------- | ------- |
| Hàn Quốc  | 3    | 2       | 1     | 1   | 0    | 1         | 0        | +1      |
| Indonesia | 2    | 2       | 0     | 2   | 0    | 2         | 2        | 0       |
| Iran      | 1    | 2       | 0     | 1   | 1    | 2         | 3        | −1      |

| Iran                                      | 2 – 2 | Indonesia                                 |
| ----------------------------------------- | ----- | ----------------------------------------- |
| Ebrahim Ashtiani 37' · Ashgar Shafari 77' |       | Soetjipto Soentoro 71' · Iswadi Idris 83' |

| Hàn Quốc         | 1 – 0 | Iran |
| ---------------- | ----- | ---- |
| Lee Hoi-Taek 59' |       |      |

| Indonesia | 0 – 0 | Hàn Quốc |
| --------- | ----- | -------- |
|           |       |          |

## Tứ kết

### Bảng Aa
| Đội       | Điểm | Số trận | Thắng | Hòa | Thua | Bàn thắng | Bàn thua | Hiệu số |
| --------- | ---- | ------- | ----- | --- | ---- | --------- | -------- | ------- |
| Nhật Bản  | 4    | 2       | 2     | 0   | 0    | 3         | 1        | +2      |
| Ấn Độ     | 2    | 2       | 1     | 0   | 1    | 3         | 1        | +2      |
| Indonesia | 0    | 2       | 0     | 0   | 2    | 1         | 5        | −4      |

| Ấn Độ                                              | 3 – 0 | Indonesia |
| -------------------------------------------------- | ----- | --------- |
| D. Nataraj 74' · Magan Singh 79' · Shyam Thapa 83' |       |           |

| Indonesia          | 1 – 2 | Nhật Bản                   |
| ------------------ | ----- | -------------------------- |
| Jacob Sihasale 74' |       | Kamamoto Kunishige 40' 64' |

| Nhật Bản         | 1 – 0 | Ấn Độ |
| ---------------- | ----- | ----- |
| Kimura Takeo 88' |       |       |

### Bảng Bb
| Đội       | Điểm | Số trận | Thắng | Hòa | Thua | Bàn thắng | Bàn thua | Hiệu số |
| --------- | ---- | ------- | ----- | --- | ---- | --------- | -------- | ------- |
| Miến Điện | 3    | 2       | 1     | 1   | 0    | 3         | 2        | +1      |
| Hàn Quốc  | 2    | 2       | 1     | 0   | 1    | 2         | 2        | 0       |
| Thái Lan  | 1    | 2       | 0     | 1   | 1    | 3         | 4        | −1      |

| Hàn Quốc                          | 2 – 1 | Thái Lan              |
| --------------------------------- | ----- | --------------------- |
| Park Yi-Chun 9' · Park Soo-Il 22' |       | Chatchai Paholpat 72' |

| Thái Lan                                   | 2 – 2 | Miến Điện         |
| ------------------------------------------ | ----- | ----------------- |
| Niwat Srisawat 56' · Chatchai Paholpat 58' |       | Win Maung 39' 49' |

| Miến Điện   | 1 – 0 | Hàn Quốc |
| ----------- | ----- | -------- |
| Tan Soe 70' |       |          |

## Tranh vị trí thứ 5
| Indonesia       | 1 – 0 | Thái Lan |
| --------------- | ----- | -------- |
| Abdul Kadir 32' |       |          |

## Bán kết
| Nhật Bản          | 1 – 2 | Hàn Quốc                              |
| ----------------- | ----- | ------------------------------------- |
| Ueda Tadahiko 73' |       | Chung Gang-Hi 15' · Park Yi-Chun 114' |

| Miến Điện        | 2 – 0 | Ấn Độ |
| ---------------- | ----- | ----- |
| Ye Nyunt 15' 48' |       |       |

## Tranh huy chương đồng
| Nhật Bản | 0 – 1 | Ấn Độ            |
| -------- | ----- | ---------------- |
|          |       | Amir Bahadur 36' |

## Tranh huy chương vàng
| Hàn Quốc | 0 – 0 (H.phụ)     | Miến Điện |
| -------- | ----------------- | --------- |
|          | Chia sẻ danh hiệu |           |

### Huy chương vàng
| Đồng vô địch Bóng đá nam Asiad 1970 Myanmar Lần thứ hai |

| Đồng vô địch Bóng đá nam Asiad 1970 Hàn Quốc Lần thứ nhất |